# Бернвард Хильдесхаймский
Бернвард Хильдесхаймский (нем. Bernward von Hildesheim) (* в 960 году в Саксонии, † 20 ноября 1022 года в Хильдесхайме) — первый из саксов, канонизированный христианский святой. Почитается католической церковью. Святой Румынской православной церкви (3 декабря). С 2006 года местнопочитаемый святой Берлинской и Германской епархии РПЦ МП.

## Святитель как личность

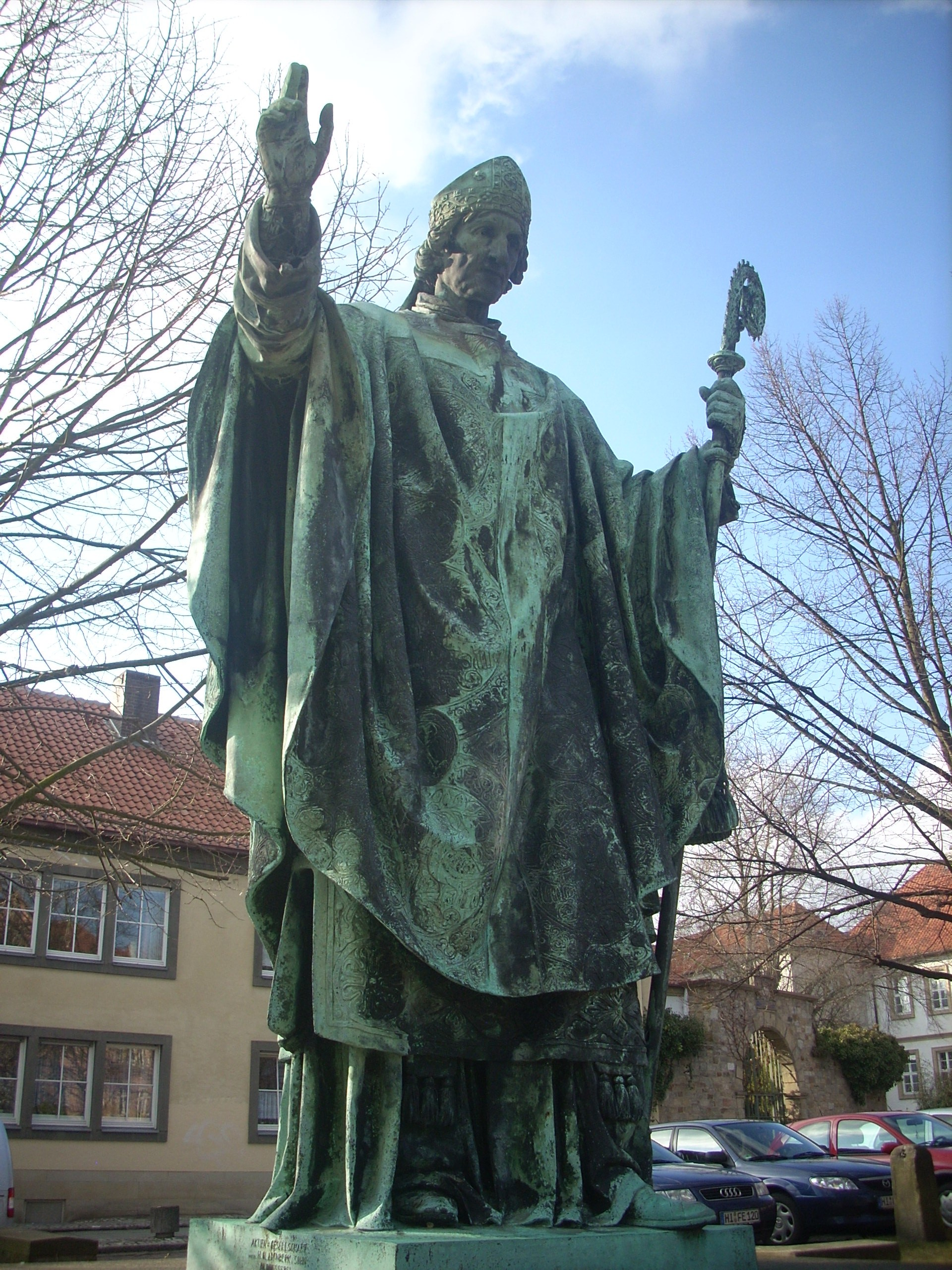
Памятник Бернварду Хиндельсхаймскому около Хильдесхаймского собора

Святитель Бернвард относится к наиболее известным епископам Германии. Его жизнь была полна трудов и духовных подвигов. Он вошёл в историю не только как святой, но и как основатель знаменитой хильдесхаймской школы искусств, из которой вышли замечательные живописцы, скульпторы, золотых дел мастера и книгооформители. Святой Бернварт считается одним из наиболее образованных и всесторонних личностей своего времени. Кроме энциклопедических знаний в теологии, математике, экспериментальной химии и медицине, он был замечательным теоретиком и практиком искусств и поэтому заслужил титул «святого деятеля искусств». До наших дней сохранились бесценные предметы искусств, оформленные собственными руками святителя: крест и подсвечник, бронзовые двери собора Хильдесхайма и «Христианская колонна», вылитая святым из бронзы по образцу знаменитой колонны Траяна в Риме, по спирали вокруг которой показана земная жизнь Христа.
Атрибутами святого являются священнические облачения, чаша, посох, крест, но также и кузнечный молот. Святой Бернвард Хильдесхаймский является покровителем ювелиров.

## Жизнеописание
Святой Бернвард родился в 960 году благородной графской семье и первоначальное образование и христианское воспитание получил от своего дедушки Адальберо. Рано лишившись родителей, он был отдан на обучение в соборную школу, где заинтересовался техническими видами искусств. Там он обрёл навыки книгооформления, а также овладел приёмами обработки металлов и благородных камней . Но более всего юноша преуспевал на духовном поприще. Его учителем и наставником стал Танкмар, которого благодарный ученик сопровождал в нескольких путешествиях.
В Майнце архиепископ Виллигис рукоположил Бернварда в священники. Но ещё много времени он ухаживал за своим дедушкой, вплоть до его погребения. И только после этого Бернварда направили служить ко двору короля Оттона II, где в 989 году он стал наставником, учителем и воспитателем юного Оттона III.
15 января 993 года святой Бернвард был посвящён в сан епископа Хильдесхаймского. И как правящий епископ он навёл в епархии образцовый порядок, будучи лично примером во всём. Его дни были расписаны по минутам и времени для отдыха практически не оставалось. Бернвард заложил несколько новых монастырей, построил укрепления для защиты от нападений языческих племён норманнов и славян, основал художественные мастерские и школу, в которой сам преподавал основы искусств.

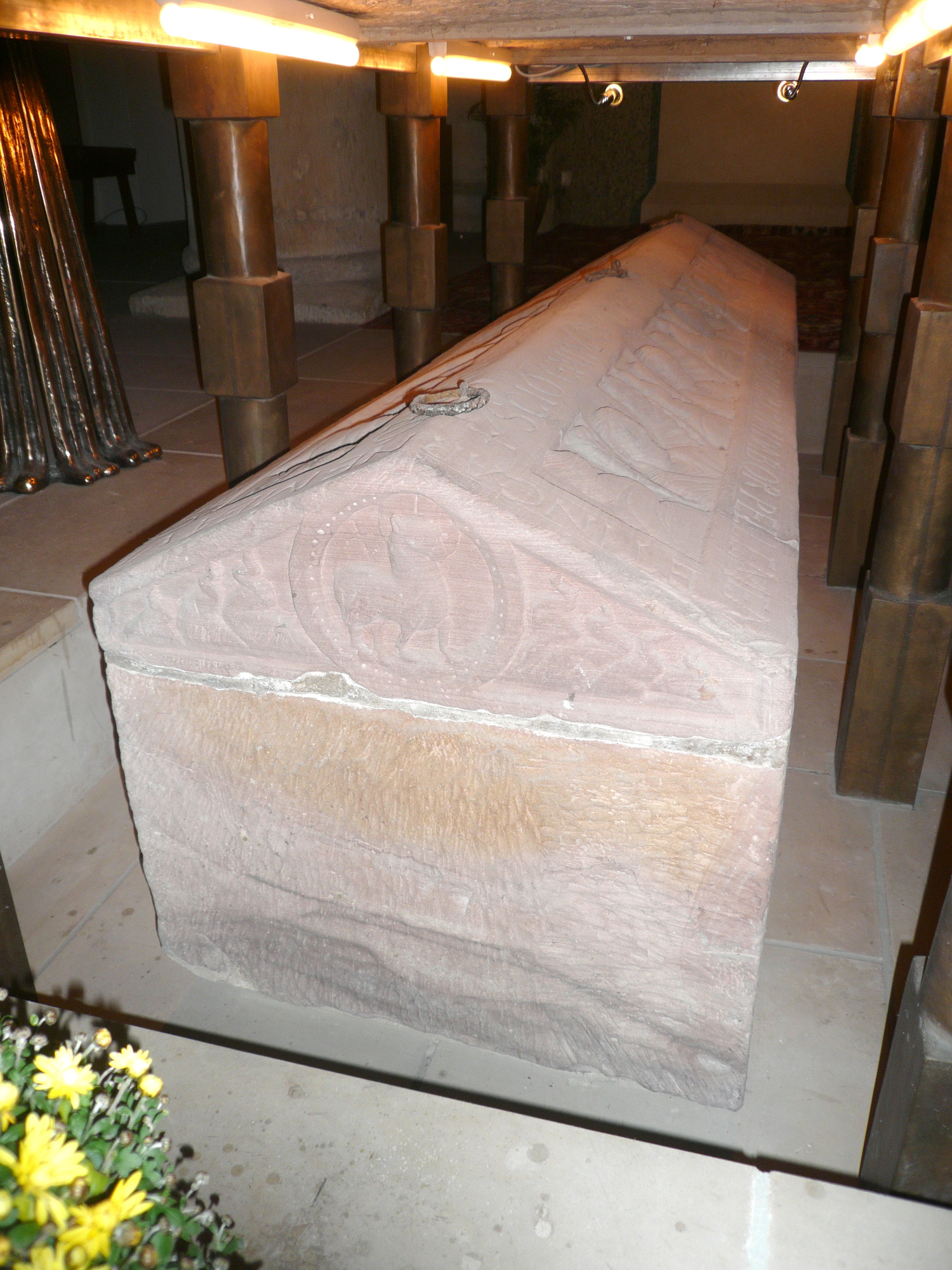
Саркофаг Бернварда Хильдейсхаймского в церкви святого Михаила

20 ноября 1022 года святой Бернвард умер и был похоронен в крипте церкви св. Михаила. В настоящее время там находится только его похоронный саркофаг, а мощи хранятся в церкви святой Марии Магдалины.
Житие святого Бернварда (лат. Vita Bernwardi) было написано в начале XI века монахом Тангмаром.

## Первоисточники
- Thangmarus Hildesheimensis. Vita Bernwardi: das Leben d. Bischofs Bernward v. Hildesheim. Hildesheim, 1993
- Historia canonizationis et translationis S. Bernwardi episcopi // ActaSS. Oct. T. 9. Col. 1024—1034.